# Pseudoanthidium rhombiferum
Pseudoanthidium rhombiferum är en biart som först beskrevs av Heinrich Friese 1917.  Pseudoanthidium rhombiferum ingår i släktet Pseudoanthidium och familjen buksamlarbin. Inga underarter finns listade i Catalogue of Life.